# Sammy Baugh
Samuel Adrian „Sammy“ Baugh (* 17. März 1914 in Temple, Texas; † 17. Dezember 2008 in Rotan, Texas), Spitzname: Slingin' Sammy war ein US-amerikanischer American-Football-Spieler und -Trainer. Er spielte unter anderem als Quarterback in der National Football League (NFL) bei den Washington Redskins. Baugh war einer der ersten Spieler im Profifootball, der das Passspiel als Angriffsspielzug im Spielsystem seiner Mannschaft dauerhaft und systematisch etablierte.

## Herkunft
Sammy Baugh wurde auf einer Farm in Temple, Texas, in armen Verhältnissen geboren. Im Alter von 16 Jahren zog er mit seiner Familie nach Sweetwater, wo sein Vater eine Anstellung bei der Eisenbahn fand. Sein Vater war Alkoholiker und Spieler, nachdem er seine Familie verlassen hatte, ließ sich seine Mutter scheiden und zog Sammy und seine beiden Geschwister alleine auf. Bereits während seiner Kindheit versuchte Baugh seine Wurftechnik zu verbessern, indem er den Ball aus verschiedenen Distanzen durch einen aufgehängten Autoreifen warf. Baugh besuchte zunächst in Temple und nach dem Umzug der Familie in Sweetwater die Highschool und spielte dort neben American Football, Baseball und Basketball.

## Spielerlaufbahn

### Collegekarriere
Samuel Baugh erhielt ein Baseball-Stipendium an der Washington State University. Aufgrund einer Knieverletzung konnte er dieses aber nicht antreten. Baugh studierte daher von 1934 bis 1936 an der Texas Christian University (TCU) in Fort Worth. Auch auf diesem College war Baugh sowohl als Footballspieler, als auch als Baseball- und Basketballspieler tätig.

#### Collegefootballspieler
Wie für die damalige Zeit üblich spielte er im American Football auf verschiedenen Positionen. Er war ein hervorragender Punter, Halfback und Defensive Back. Die Position eines Quarterbacks war noch nicht definiert. Erst Spieler, wie Sammy Baugh, die in der Lage waren einen Ball präzise zu werfen und die das Passspiel nicht nur als „Notspielzug“ betrachteten, machten aus einem Ball werfenden Runningback den heute bekannten Quarterback. Während zuvor 10 Pässe pro Spiel der Regelfall waren, warf Baugh den Ball 40 × pro Spiel. Insgesamt warf er während seiner Studienzeit 587 Pässe und konnte damit 39 Touchdowns erzielen. Im Jahr 1936 führte er seine Mannschaft in den Sugar Bowl, wo die Mannschaft der Louisiana State University mit 3:2 geschlagen wurde. 1937 spielte Baugh im Cotton Bowl Classic gegen die Marquette University. Die „TCU Horned Frogs“ gewannen mit 16:6 und Baugh wurde zum Most Valuable Player (MVP) des Spiels gewählt. Sowohl 1935, als auch 1936 wurde Sammy Baugh zum All American gewählt. In seinem letzten Studienjahr spielte er als Auswahlspieler im College All-Star Game gegen die Green Bay Packers, die mit 6:0 geschlagen werden konnten.

#### Collegebaseballspieler
Den Spitznamen Slingin' Sammy erhielt Baugh als Baseballspieler durch einen texanischen Sportjournalisten. Für die TCU-Collegebaseballmannschaft spielte er als Third Baseman. Nach seinem Studium erhielt er einen Profivertrag bei den St. Louis Cardinals wurde aber umgehend zu einem unterklassigen Team weiter geschickt, die ihn zu einer drittklassigen Mannschaft weitergaben. Er erhielt wenig Einsatzzeit und entschloss sich daher seine Baseballlaufbahn zu beenden.

### Profikarriere
Sammy Baugh wurde im Jahr 1937 von den Washington Redskins in der ersten Runde an sechster Stelle gedraftet. Bereits in seinem letzten Collegejahr hatten ihm die Redskins ein Angebot für einen Einjahresvertrag mit einem Einkommen von 4.000 US-Dollar (nach anderen Quellen 5.000 US-Dollar) gemacht. Baugh verlangte ein Einkommen von 8.000 US-Dollar. Er erhielt diesen Betrag und wurde zum bestbezahlten Profispieler in der NFL. Die Redskins sollten diese Verpflichtung nicht bereuen. Head Coach der Redskins war Ray Flaherty, der Baugh zunächst als Tailback einsetzte. Für seine Pässe standen Baugh mehrere herausragende Spieler wie der End Wayne Millner oder der Halfback Cliff Battles zur Verfügung. Die Redskins gewannen in der Regular Season 1937 acht von elf Spielen und konnten sich damit für das NFL-Meisterschaftsspiel gegen die von George Halas trainierten Chicago Bears qualifizieren. Baugh warf im Endspiel 17 Pässe für einen Raumgewinn von 335 Yards. Mehrfach gelang es ihm Wayne Millner in Szene zu setzen, der zwei der drei Touchdownpässe von Baugh zu Punkten für die Redskins verwerten konnte. Die Redskins gewannen mit 28:21.
Slingin' Sammy war auch an der größten Niederlage der Redskins beteiligt. Im Jahr 1940 konnte sich die Mannschaft aus Washington, D.C. erneut für das NFL Endspiel qualifizieren und die Bears revanchierten sich für die 1937 bezogene Niederlage. Sid Luckman, Quarterback der Bears, führte seine Mannschaft zu einem ungefährdeten 73:0-Sieg und Baugh steuerte zwei Interceptions zur Niederlage seiner Mannschaft bei. Die Niederlage hinterließ Spuren. 1941 war weder für die Redskins, noch für Baugh persönlich ein gutes Jahr. Seinen zehn Touchdownpässen standen 19 Interceptions gegenüber und die Redskins hatten nichts mit dem Ausgang der Meisterschaft zu tun. Im Jahr 1942 zeigte sich die Mannschaft deutlich erholt und gewann zehn von elf Spielen. Gegner im NFL-Meisterschaftsspiel waren erneut die Bears. Baugh gelang ein Touchdownpass zum 14:6-Sieg seines Teams. In der Saison 1943 gewannen die von Dutch Bergman trainierten Redskins in einem Play-off-Spiel gegen die New York Giants mit 28:0. Baugh warf erneut einen Touchdownpass und zog mit seinem Team zum vierten Mal in das NFL Endspiel ein. Wie gewohnt traf man auf die Mannschaft aus Chicago, bei denen Hunk Anderson das Traineramt übernommen hatte. Baugh warf zwei Touchdowns, sein Pendant bei den Bears, Sid Luckman, hatte allerdings einen hervorragenden Tag erwischt – fünf seiner Pässe konnten zu Touchdowns verwertet werden. Während des Spiels schied Baugh zudem aus, er hatte sich bei einem Tackle gegen Luckman eine Verletzung zugezogen. Die Bears gewannen mit 41:21.
1944 übernahm Dudley DeGroot das Traineramt bei den Redskins. Er führte das Team ein Jahr später in das Endspiel gegen die Cleveland Rams. Die Rams hatten sich im selben Jahr mit der neuen Quarterbackhoffnung Bob Waterfield verstärkt und konnten die Redskins im Endspiel mit 15:14 knapp besiegen. Baugh unterlief dabei ein Spiel entscheidender Fehler. Beim Passversuch lief er in die eigene Endzone und warf den Ball gegen die Querlatte des eigenen Tors. Nach den damaligen Regeln stellte dies ein Safety dar und die Rams gingen mit 2:0 in Führung. DeGroot musste nach dem Spiel sein Traineramt abgeben und wurde durch Turk Edwards ersetzt. Bis zu seinem Karriereende im Jahr 1952 sollte Baugh in kein Endspiel mehr einziehen, zeigte allerdings am 23. November 1947 in einem Spiel gegen den späteren Meister Chicago Cardinals nochmals sein großes Können. Baugh warf beim 45:21-Sieg 33 Pässe, von denen 25 gefangen wurde und erzielte damit einen Raumgewinn von 355 Yards und sechs Touchdowns. Dieser Spieltag sollte als „Sammy Baugh Day“ in die US-amerikanische Sportgeschichte eingehen. Örtliche Sponsoren ehrten Baugh und schenkten ihm nach dem Spiel ein Auto.
Baugh war ein herausragender Spieler, der auch als Profispieler auf verschiedenen Positionen zum Einsatz kam. Als Spielmacher stellte er zahlreiche Jahresbestleistungen auf. Im Jahr 1945 lag sein Quarterback Rating bei 109,9. 1947 war sein statistisch bestes Jahr. Obwohl seine Mannschaft nur mittelmäßige Leistungen bot, konnten 59,3 % seiner Pässe durch eigene Spieler gefangen werden. Er erzielte damit einem Raumgewinn von 2938 Yards, 25 Touchdowns bei 15 Interceptions und ein Quarterback Rating von 92. Auch als Defensive Back zeigte er gute Leistungen. 1943 konnte er elf Pässe abfangen, auch dies stellte eine Jahresbestleistung dar. Wie im College wurde Sammy Baugh auch bei den Redskins als Punter eingesetzt. Wie bei seinen Statistiken als Quarterback, befindet er sich auch als Punter noch heute auf den ersten Plätzen in den Rekordbüchern der NFL.

## Trainerlaufbahn
Die Trainerlaufbahn von Sammy Baugh verlief weniger erfolgreich. Von 1955 bis 1959 war er als Head Coach an der Hardin-Simmons University tätig. Sein Team konnte aber nur 23 von 51 Spielen gewinnen. Im Jahr 1960 übernahm er das Traineramt bei den New York Titans in der neu gegründeten American Football League (AFL). Nach zwei ausgeglichenen Spieljahren wurde er nach der Saison 1961 entlassen und durch Bulldog Turner ersetzt. Nach einer Zwischenstation als Assistenztrainer an der University of Tulsa kehrte er in die AFL zurück und trainierte 1964 für ein Jahr erfolglos die Houston Oilers.

## Ehrungen
Samuel Baugh spielte in einem Pro Bowl und wurde neunmal zum All-Pro gewählt. Baugh ist Mitglied im NFL 75th Anniversary All-Time Team, im NFL 1940s All-Decade Team, in der College Football Hall of Fame, in der Texas Sports Hall of Fame und in der Pro Football Hall of Fame, sowie in der Cotton Bowl Hall of Fame. Seine Rückennummer 33 wird durch die Redskins nicht mehr vergeben. Sein College sperrte zudem seine Rückennummer 45. Die Zeitschrift The Sporting News wählte ihn zu einem der besten 100 Footballspieler aller Zeiten. Das Western Texas College in Snyder benannte seinen Golfplatz nach Sammy Baugh.

## Abseits der NFL
Sammy Baugh spielte 1941 in einer zwölfteiligen Filmserie einen Texas Ranger.
Ihm wurde dafür ein Gehalt von 4.500 US-Dollar bezahlt. Nach seiner Laufbahn erwarb er in Texas eine Ranch. Baugh war seit 1938 verheiratet und hatte fünf Kinder. Seine Frau starb im Jahr 1990 und er selbst lebte zuletzt in einem Altenheim in der Nähe seiner Ranch, die von einem seiner Söhne weiter bewirtschaftet wurde. Sammy Baugh ist auf dem Belvieu Cemetery in Rotan beerdigt.